# Biografielijst Gs

## Gse
- Georg Gsell (1673-1740), Zwitsers barokschilder, kunstadviseur en kunsthandelaar
- Uli Gsell (1967), Duits beeldhouwer

## Gsp
- Michael Gspurning (1981), Oostenrijks voetballer

## Gst
- Norbert Gstrein (1961), Oostenrijks schrijver